# Vasio
Vasio o Vasio Vocontiorum è il nome gallo-romano dell'attuale comune di Vaison-la-Romaine, una delle due capitali del popolo di origine celta dei Voconzi nel I secolo a.C.

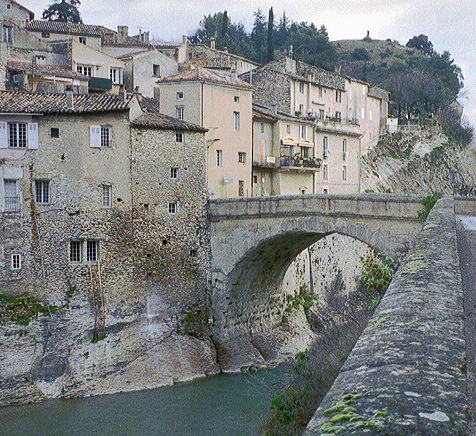
Ponte romano sull'Ouvèze

## Storia
Il sito venne popolato dai Liguri prima della colonizzazione romana e ben presto la futura città di Vasio divenne capitale dei Voconzi. Intorno al 125 a.C.. i Voconzi vennero sconfitti dai Romani. Plinio il Vecchio indica due volte che la città ottenne l'ambito status di civitas foederata, cioè legata a Roma da un trattato che le conferisce una forma di autonomia. Divenuta una delle città romane più opulente della Gallia Narbonnese intorno al 50 d.C., Vasio era gestita da un pretore  coadiuvato da praefecti.

## Scoperta
L'antico sito della città è conosciuto fin dal XV secolo. Numerosi ritrovamenti fortuiti attestano l'importanza del sito. Prosper Mérimée, allora ispettore dei monumenti storici, stanziò dei fondi nel corso del XIX secolo per gli scavi. Venne rinvenuta in particolare la statua di Diadumeno ritrovata nel teatro romano di Vaison-la-Romaine, replica dell'opera di Policleto, è stata acquistata dal British Museum. 

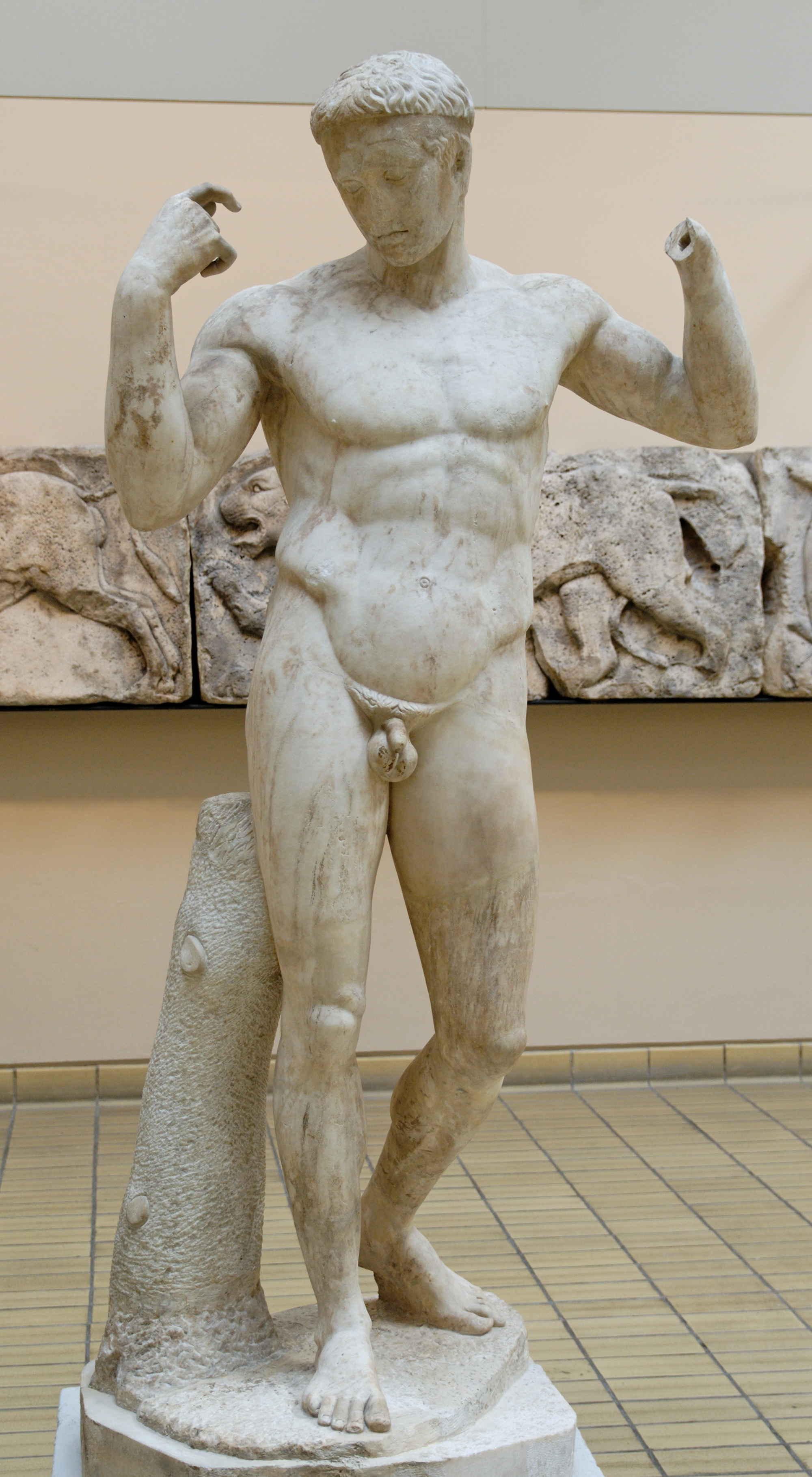
Diadumeno di Vaison-la-Romaine (British Museum)

Il canonico Joseph Sautel si dedicò agli scavi della città dal 1907 fino alla sua morte nel 1955. Gli scavi archeologici furono ripresi negli anni '70 da Christian Goudineau. Nel 2011 operazioni di diagnostica archeologica hanno portato alla luce parti del foro e dell'anfiteatro.

## Descrizione dei siti storici
La città romana antica, priva di mura, occupa un'area di circa 60-70 ettari, di cui circa un quinto è stato scavato. Le ricerche hanno prodotto numerosi resti, tra cui:
- Il ponte romano di Vaison-la-Romaine, che attraversa ancora l'Ouvèze
- Le terme meridionali del II secolo
- Le terme settentrionali, le più note, costruite a metà del I° secolo su 2000 m²
- I resti di un edificio romano sotto la cattedrale di Notre-Dame-de-Nazareth

## Galleria d'immagini

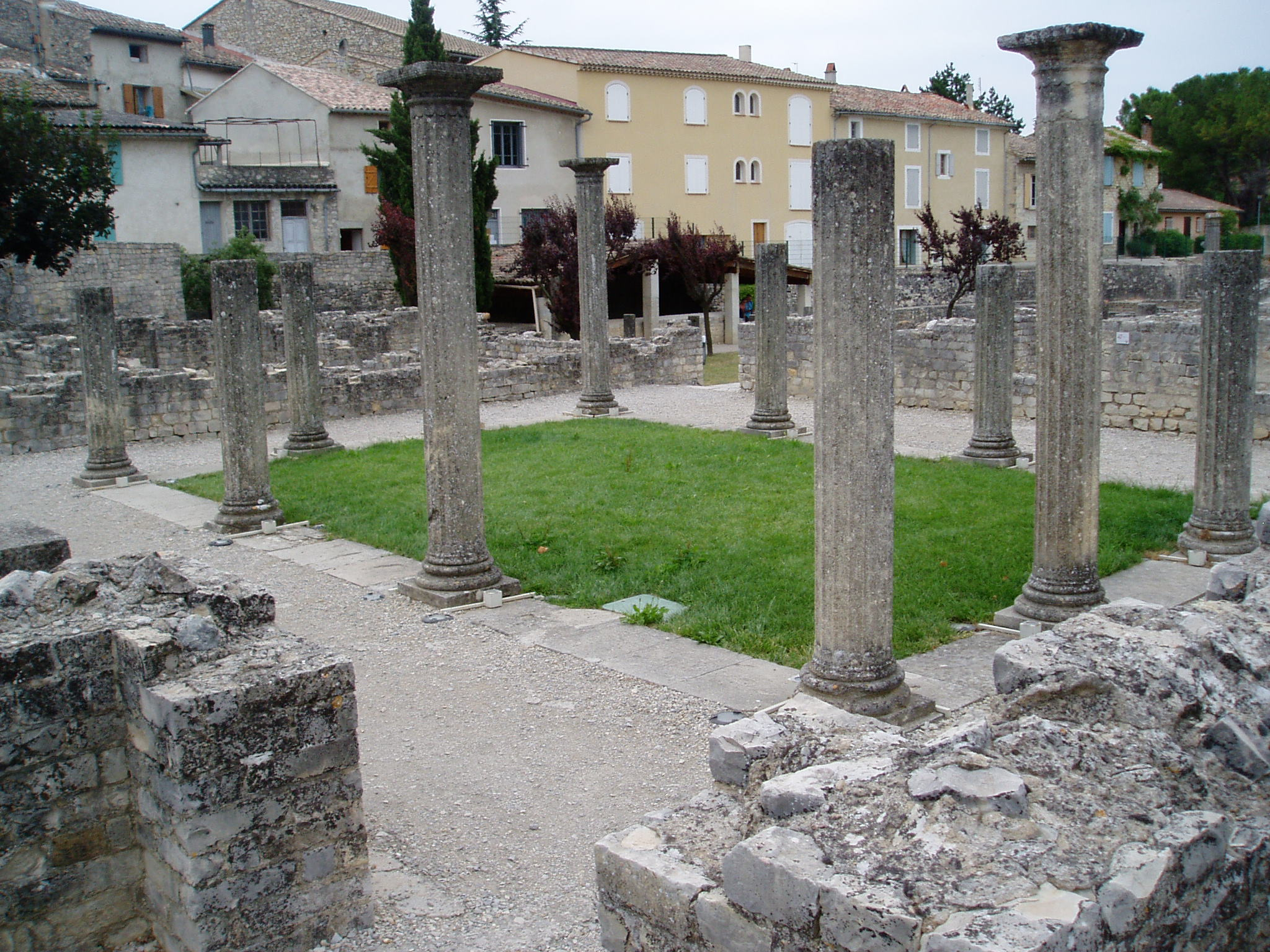
Atrio di domus romana
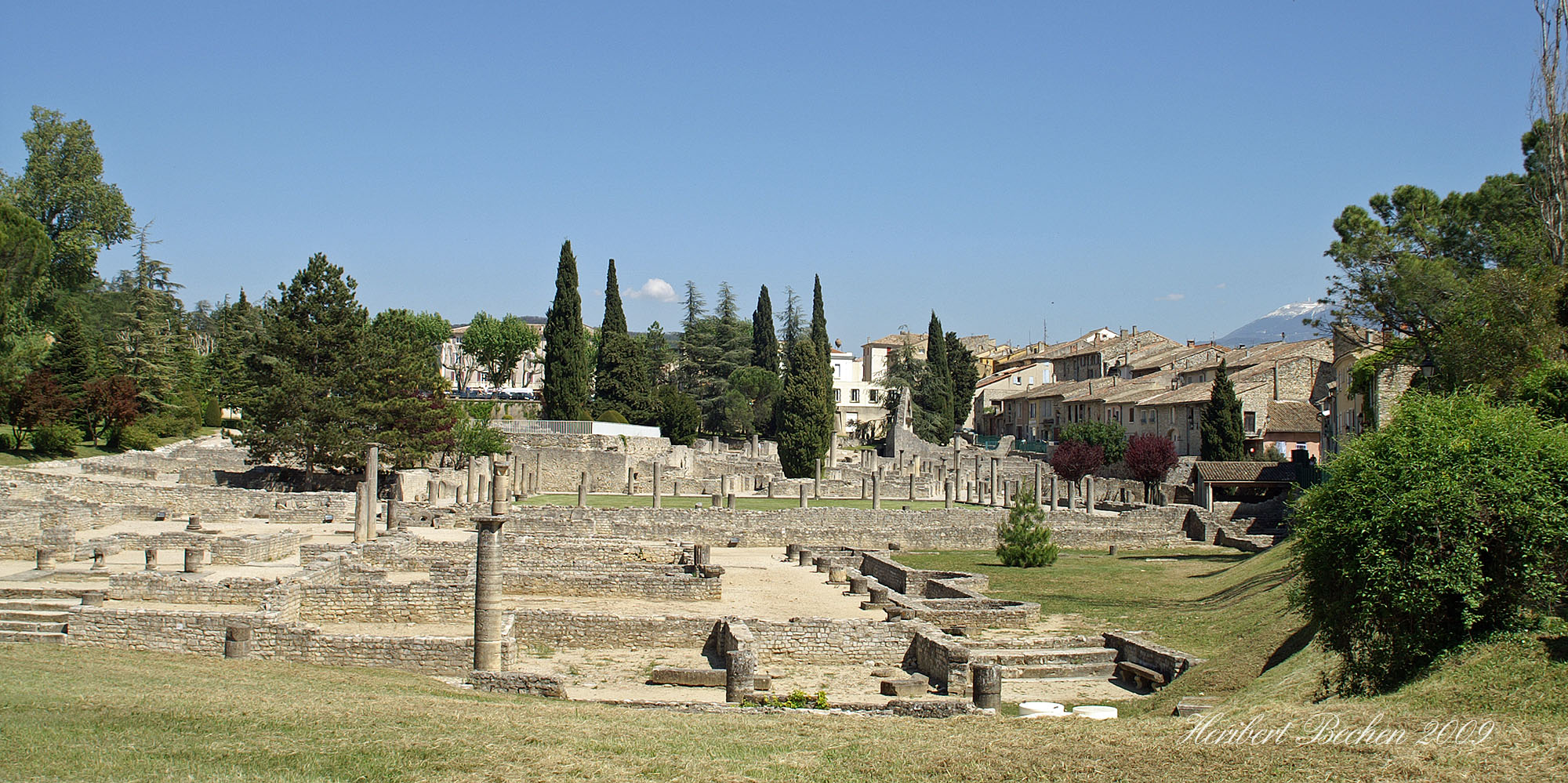
Sito de La Villasse
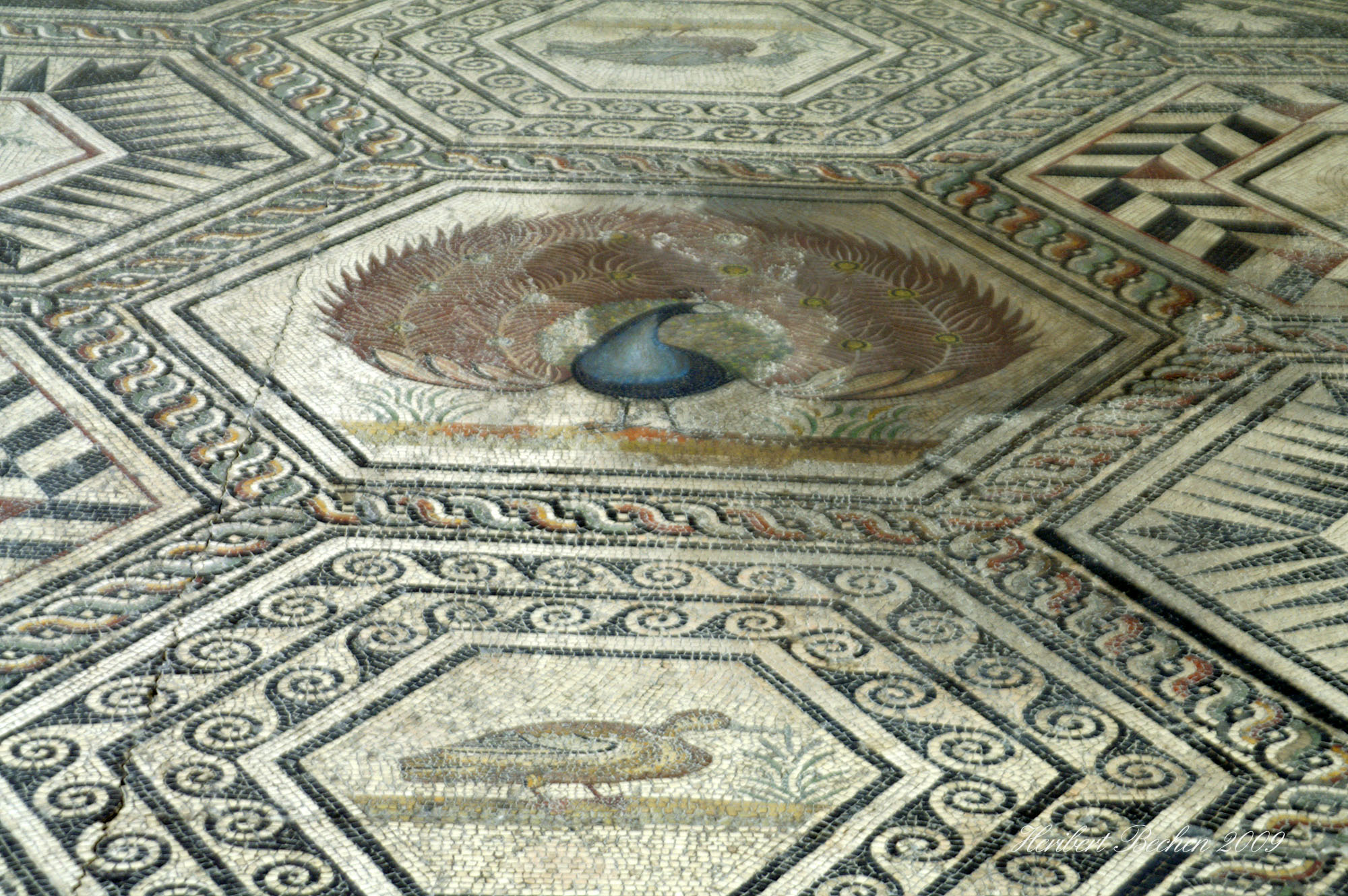
Mosaico
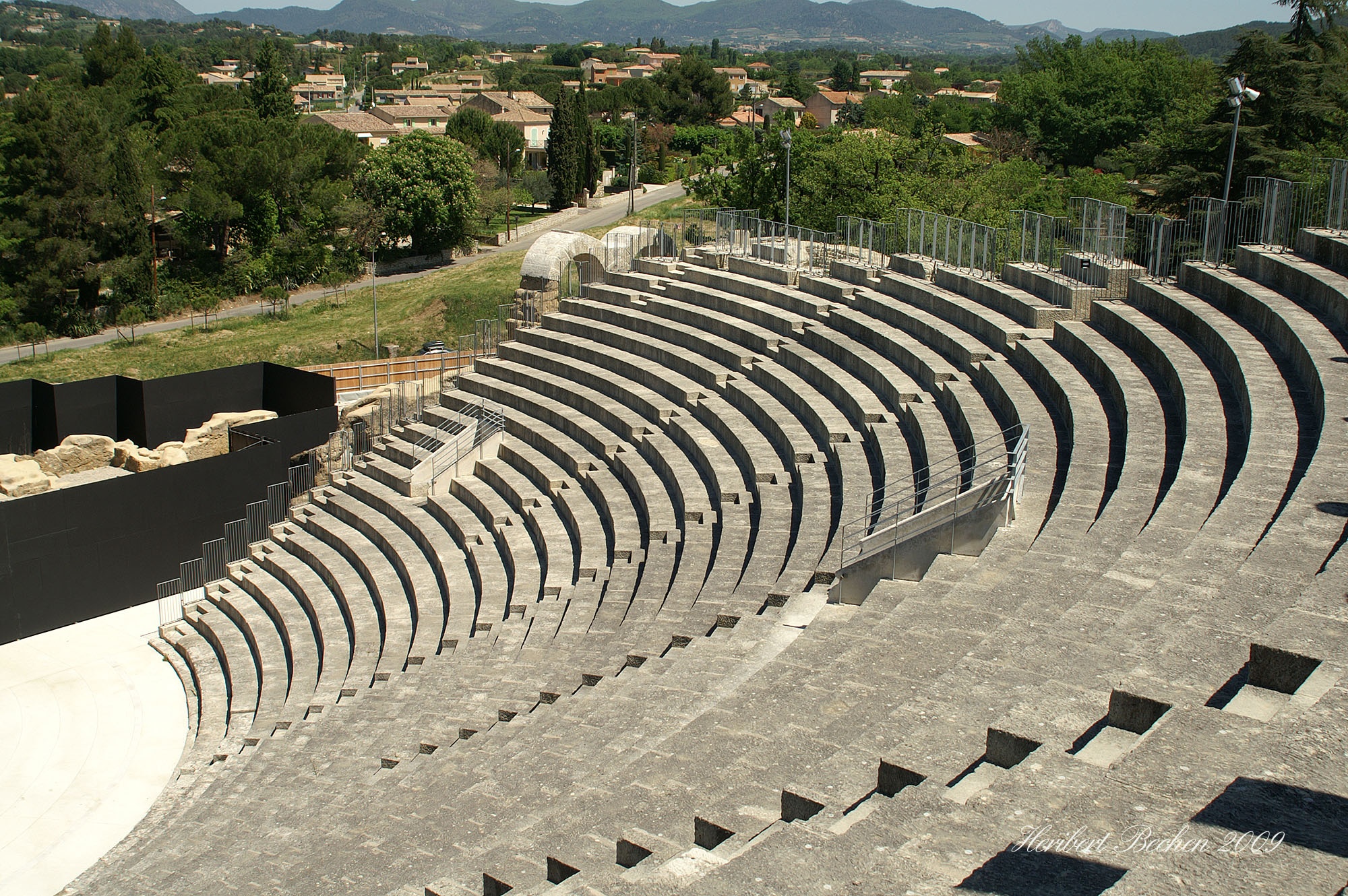
Teatro romano